# Jean Alazard
Jean Marie Albert Alazard (geboren am 5. August 1887 in Lacalm, Département Aveyron; gestorben am 3. Oktober 1960 in Chaudes-Aigues, Département Cantal) war ein französischer Kunsthistoriker, Professor für Kunstgeschichte an der Universität Algier sowie Leiter des Museums der Schönen Künste in Algier.

## Leben und Wirken
Alazard besuchte zunächst das Lycée in Chaumont und ging dann nach Paris, um am dortigen Lycée Louis-le-Grand seine Schulausbildung abzuschließen. Danach studierte er bis 1910 an der Universität Lyon bis zur Agrégation in Geschichte. Er spezialisierte sich auf Kunstgeschichte. Auf Anraten seines Mentors Émile Bertaux wählte Alazard für seine Doktorarbeit ein Thema der italienischen Kunstgeschichte. 1912 ging er auf Empfehlung von Bertaux als Stipendiat an das Institut français in Florenz. Er wurde später Generalsekretär des Instituts und blieb bis 1921 in Florenz. Im Herbst 1921 verließ er Italien und kam an die Universität Algier. Mit seinen beiden Dissertationsschriften wurde er 1924 an der Sorbonne promoviert („Doctorat d'Etat“, entspricht der Habilitation) und anschließend Maître de conférences an der Universität Grenoble. Noch 1924 wurde er zunächst Maître de conférences, später Professor an der Philosophischen Fakultät der Universität Algier, wo er Kunstgeschichte lehrte. 1946 wurde er Dekan der Fakultät, 1957 trat er in den Ruhestand.
Parallel dazu wurde er im Jahr 1926 Kurator am Städtischen Museum von Algier und war von 1930 bis 1957 Kurator und Direktor des daraus hervorgegangenen, von ihm mitbegründeten Museums der Schönen Künste in Algier (heute französisch Musée National des Beaux-Arts d’Alger). Er baute das Museum umfangreich aus, insbesondere mit Werken von Malern der École d’Alger.
Sein Hauptforschungsgebiet war die Kunst Italiens, vor allem der Renaissance. Neben einem vierbändigen Werk zur italienischen Kunst (L’art italien) schrieb er u. a. Studien über Perugino, Giotto, Piero della Francesca und Fra Angelico und eine Geschichte des Porträts in Florenz von Sandro Botticelli bis Agnolo Bronzino. Zahlreiche seiner Beiträge erschienen in Zeitschriften, für die Bände 10 und 11 (1914–1915) des Allgemeinen Lexikon der Bildenden Künstler von der Antike bis zur Gegenwart schrieb er Artikel. Ferner veröffentlichte Alazard zahlreiche Werke zum Orientalismus in Frankreich und Nordafrika im 19. und 20. Jahrhundert. Er publizierte aber auch zu historischen Themen, wie der Rolle Italiens während und nach dem Ersten Weltkrieg.

## Ehrungen
- 25. März 1939 korrespondierendes Mitglied der Académie des sciences morales et politiques[3]
- Mitglied der Académie royale d’architecture de Belgique
- Mitglied der Académie des Beaux-arts du Portugal
- Mitglied der Accademia Petrarca di lettere, arti e scienze in Arezzo
- Kommandant der Ehrenlegion
- 1955 Ehrendoktor der Universität Rom
- 1957 Ehrendoktor der Universität Lüttich[4]
- 1956 Goldmedaille der Stadt Florenz

## Schriften (Auswahl)
- L’Italie et le conflit européen (1914–1916). Alcan, Paris 1916 (archive.org).
- Communisme et fascio en Italie. Editions Bossard, Paris 1922 (archive.org).
- Essai sur l’évolution du portrait peint à Florence: de Botticelli à Bronzino. Laurens, Paris 1924, OCLC 490303156 (Dissertation an der Philosophischen Fakultät der Sorbonne).
- L’abbé Luigi Strozzi: correspondant artistique de Mazarin, de Colbert, de Louvois et de La Teulière. Contribution à l'étude des relations artistiques entre la France et l’Italie au XVIIe siècle. Librairie ancienne E. Champion, Paris 1924, OCLC 556731950 (Ergänzende Dissertation an der Philosophischen Fakultät der Sorbonne).
- Le portrait florentin de Botticelli à Bronzino. Laurens, Paris 1924 (engl. Übersetzung The Florentine Portrait. Nicholson and Watson, London / Brüssel 1948 archive.org).
- Pérugin. Biographie critique. Laurens, Paris 1927.
- L’Orient et la peinture française au XIXe siècle d’Eugène Delacroix à Auguste Renoir. Plon, Paris 1930, OCLC 431925860.
- Le Musée des beaux-arts d’Alger. In: Bulletin des Musées de France. 2, 1930, S. 183–210.
- Giotto. Biographie critique. Laurens, Paris 1937.
- Catalogue des peintures et sculptures exposées dans les galeries du Musée national des beaux-arts d’Alger. Laurens, Paris 1939 (gallica.bnf.fr).
- L’art italien. Laurens, Paris 1949–1960.
  - L’art italien des origines à la fin du XIVe siècle. 1949.
  - L’art italien au XVe siècle, le Quattrocento. 1951.
  - L’art italien au XVIe siècle. 1955.
  - L’art italien de l’ère baroque au XIXe siècle. 1960.
- La Venise de la renaissance. Hachette, Paris 1956.